# Ven acá, regalo mío / En los altos de Colombia
Ven acá, regalo mío / En los altos de Colombia es un sencillo de la cantautora chilena Violeta Parra y su hija Isabel Parra, lanzado en 1964 por el sello Demon, y grabado durante la breve estancia de Violeta en Santiago de Chile entre los meses de agosto y octubre del mismo año.
El Lado A es una composición de Violeta Parra, mientras que el Lado B pertenece a la tradición popular chilena. En la interpretación musical colaboran, entre otros músicos, el hijo mayor de Violeta, Ángel Parra.
El tema «Ven acá, regalo mío» aparecería más tarde en el álbum en directo de Violeta titulado Violeta Parra en Ginebra, grabado al año siguiente en 1965, pero lanzado póstumamente en 1999. Además es la canción que cierra el álbum en vivo Violeta Parra, texto y música de Ángel Parra y 4 Voces Chilenas.

## Lista de canciones
| Lado A |                       |               |          |  |
| N.º    | Título                | Música        | Duración |  |
| 1.     | «Ven acá, regalo mío» | Violeta Parra |          |  |

| Lado B |                            |                     |          |  |
| N.º    | Título                     | Música              | Duración |  |
| 2.     | «En los altos de Colombia» | tradicional chilena |          |  |

## Créditos
Intérpretes
- Violeta Parra: voz y guitarra
- Isabel Parra: voz
- Ángel Parra: guitarra
- Rafael Traslaviña: piano
- Iván Cazabón: bajo
- José Giolito: batería
- Más un músico anónimo en el pandero.